# Armando Zamorano
Pour les articles homonymes, voir Zamorano.
Armando Zamorano est un footballeur mexicain né le 3 octobre 1993 à Autlán (en) au Jalisco. Il joue au poste de milieu de terrain au Cancún FC. 

## Biographie

### En sélection
Il participe à la Coupe du monde des moins de 20 ans 2013 avec la sélection mexicaine, disputant trois matchs lors du tournoi.
En 2013, 2014 puis 2014, il participe au Festival international espoirs – Tournoi Maurice-Revello avec le Mexique, qui se déroule en Provence-Alpes-Côte d'Azur.

## Palmarès
- Vainqueur de la Coupe du Mexique (A) en 2013